# Moraña (ort)
Moraña är en ort i Spanien.   Den ligger i provinsen Provincia de Pontevedra och regionen Galicien, i den nordvästra delen av landet, 500 km nordväst om huvudstaden Madrid. Moraña ligger 212 meter över havet och antalet invånare är 4 272.
Terrängen runt Moraña är huvudsakligen kuperad, men västerut är den platt. Terrängen runt Moraña sluttar västerut. Runt Moraña är det ganska tätbefolkat, med 67 invånare per kvadratkilometer. Närmaste större samhälle är Pontevedra, 14,1 km söder om Moraña. I omgivningarna runt Moraña växer i huvudsak blandskog.